# Пајн Риџ (округ Цитрус, Флорида)
Пајн Риџ (енгл. Pine Ridge, Citrus County) насељено је место без административног статуса у америчкој савезној држави Флорида.

## Демографија
По попису из 2010. године број становника је 9.598, што је 4.108 (74,8%) становника више него 2000. године.
| Група             | 2000.         | 2010.         |
| Белци             | 5.075 (92,4%) | 8.315 (86,6%) |
| Афроамериканци    | 142 (2,6%)    | 402 (4,2%)    |
| Азијати           | 78 (1,4%)     | 218 (2,3%)    |
| Хиспаноамериканци | 155 (2,8%)    | 544 (5,7%)    |
| Укупно            | 5.490         | 9.598         |